# Chiesa di San Filippo Neri in Bovisasca
La chiesa di San Filippo Neri in Bovisasca è una chiesa parrocchiale di Milano, situata nel quartiere Bovisasca.
Si tratta di una delle chiese erette nell'ambito del programma «Ventidue chiese per ventidue concili», ideato nel 1961 dall'arcivescovo Giovanni Battista Montini per celebrare il Concilio Vaticano II.

## Storia
Venne costruita tra il 1963 e il 1964, con progetto nel 1961 di Augusto Magnaghi e Mario Terzaghi, già impegnati in vari progetti per conto dell'arcidiocesi di Milano. In precedenza la parrocchia aveva sede in una baracca in via Cerkovo.

## Descrizione
La chiesa possiede una pianta esagonale con alcune pertinenze sviluppate sulla forma medesima. Presenta quattordici finestre di vetro con raffigurate altrettante stazioni della Via Crucis.